# Billy Rose
Pour les articles homonymes, voir Rose.
Billy Rose (né William Samuel Rosenberg le 6 septembre 1899 et mort le 10 février 1966) est un impresario, promoteur de spectacles et parolier américain.

## Biographie
Il a notamment écrit les chansons Me and My Shadow, More Than You Know, Without a Song, It Happened in Monterey et It's Only a Paper Moon. Il fait partie du Songwriters Hall of Fame.
Pour son spectacle aquatique de natation synchronisée Aquacade présenté à la Foire internationale de New York 1939-1940, il est également entré à l'International Swimming Hall of Fame.
Il est également connu pour avoir été le mari de l'actrice Fanny Brice. Leur relation est racontée dans le film Funny Lady où il est incarné par l'acteur James Caan.